# Ekallulik Island
Ekallulik Island – niezamieszkana wyspa w zatoce Cumberland, w regionie Qikiqtaaluk, na terytorium Nunavut, w Kanadzie. 
W pobliżu Ekallulik Island położone są wyspy: Ivisa Island, Saunik Island, Imigen Island i Kudjak Island.